# Apple A11
Наименованието Apple A11 се отнася до серия от мулти-чип модули представляващи ново поколение 64-битов мобилен процесор на фирмата Apple Inc., оптимизиран за използване в мобилни изделия от тип смартфон и таблет компютър.
Най-основните характеристики на Apple A11, обявен от Apple на 12 септември 2017 година по време на презентацията на iPhone 8, iPhone Plus и iPhone X (десет), са:
- кодово наименование: Bionic
- тип: едночипова система (System-on-Chip, SoC)
- основни функционални блокове на процесорния кристал:

- процесорни ядра: 6 бр.

- брой на високопроизводителни ядра: 2

- кодово наименование на високопроизводителни ядра: Monsoon
- производителност на Monsoon ядро: 25% по-голяма от високопроизводително ядро Hurricane в предишния Apple A10

- брой на високоефективни ядра: 4

- кодово наименование на високоефективни ядра: Mistral
- производителност на Mistral ядро: 70% по-голяма от високоефективно ядро Zephyr в Apple A10

- всяко ядро в Apple A11 може да бъде активирано индивидуално и независимо от другите ядра

- тактова честота на ядрата: 2 – 2.2 GHz

- графичен процесор: 3-ядрен с нова архитектура GPU Family 4, собствена разработка на Apple

- процесор на изображение (Image Signal Processor, ISP) за управление на камерите

- видео енкодер разработен от Apple

- невронен процесор, 2-ядрен с производителност 600 млрд. операции в секунда за поддръжка на машинно самообучение, разпознаване на изображения и приложения за oбогатена реалност (Augmented reality, AR)

- защитен анклав (secure enclave) за съхранение на данни от Face ID

- процесор за движение (motion processor)

- брой транзистори: 4.3 млрд.

- технология: 10 nm FinFET

- площ от 87.66 mm2

- разредност: 64 бита (няма 32-битова поддръжка)
- видео поддръжка: запис във формат 4К при 60 кадъра в секунда или Full HD при 240 кадъра в секунда
- разработван в продължение на 3 години[2]
- производител: TSMC

Mодулът Apple A11 е изпълнен във вид на Корпус-върху-корпус (PoP – Package-on-Package) и се състои от кристалите на два типа интегрални схеми:
- процесорен кристал с означение на Apple APL1W72
- кристали LPDDR4 SDRAM памет с общ обем 2 GB или 3 GB, производство на Micron, SK Hynix или Samsung

В различните модели iPhone 8 и iPhone X се вграждат различни модули Apple A11 със следните означения:
- 339S00433 в модел A1905 на iPhone 8
- 339S00434 в модел A1863 на iPhone 8
- 339S00436 в модел A1897 на iPhone 8 Plus
- 339S00437 в iPhone X
- 339S00439 в модел A1864 на iPhone 8 Plus и в модел A1901 на iPhone X

Резултати на Apple A11 в iPhone 8 и iPhone X в популярни тестове:
- Geekbench 4:[3]

- 1-ядрен тест: около 4200
- много-ядрен тест: около 10000

- AnTuTu:[4] около 225000
- Компютърна графика:

- 3DMark IceStorm Unlimited: 62000 – 64000
- Basemark OS II: около 9200